# Артгал ап Думнагуал
Артгал (умер в 872) — король Альт Клута и Стратклайда.

## Биография

### Правление
Согласно «Харлеанским генеалогиям», Артгал был сыном Думнагуала IV.
В гэльских и валлийских источниках говорится, что в 870 году в Альт Клут вторглись викинги, которыми командовали конунги Дублина Анлав и Ивар. Они осадили столицу королевства — Дан-Британн (согласно «Гвентианской хронике» — Каер-Алклуд). Осада продолжалась четыре месяца, после чего город был захвачен и разрушен. Анлав и Ивар вернулись в Ирландию со множеством пленников. В их числе был, судя по всему, и Артгал. Согласно «Анналам Ульстера», в 872 году Артгал был убит в Дублине при подстрекательстве короля Альбы Константина I.
«Анналы Ульстера» упоминают Артгала с титулом «король британцев Стратклайда» (лат. rex Britanorum Sratha Cluade). Это первое документальное упоминание названия «Страклайд».

### Брак и дети
Имя жены Артгала неизвестно. У него упоминается один сын:
- Рун (ум. 878), король Стратклайда